# 베를린 리히터펠데 베스트역
베를린 리히터펠데 베스트역(Bahnhof Berlin-Lichterfelde West)은 베를린 슈테글리츠첼렌도르프구 리히터펠데에 있는 반제선의 철도역이다. 1870년대에 베를린-마그데부르크선의 철도역으로 개통했으며, 당시 베를린 시역 밖에 있었던 리히터펠데 택지 지구를 잇는 베를린의 최초 교외 철도역으로 개업했다. 1947년부터 1993년까지는 주 베를린 미국 육군의 군용 화물역으로도 사용되었다. 대합실은 토스카나 빌라 양식으로 건축되었으며 베를린의 건축유산으로 지정되어 있다.

## 역사

### 건설 초기
1872년 12월 15일에 리히터펠데(포츠담선)(Lichterfelde (Potsdamer Bahn))역으로 개통했다. 개통 당시에는 2면의 상대식 승강장이 설치되어 있었다. 역과 택지 지구 건설 자금은 함부르크의 기업가인 요한 안톤 빌헬름 폰카르스텐(Johann Anton Wilhelm von Carstenn)이 출자했다. 리히터펠데 베스트역은 택지 지구를 위한 역으로 계획되었으며 농촌 가옥 양식으로 설계되었다. 베를린 도심으로 향한 빠른 철도 연결을 통해서 택지 지구의 투자를 유치하려고 했다.

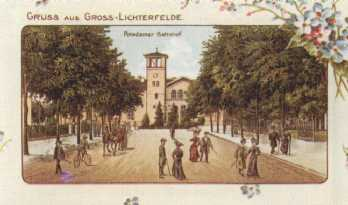
건설 당시의 역사

리히터펠데 지구가 커지면서 역명이 여러 차례 변경되었다. 1884년 7월에는 그로스리히터펠데(포츠담선)(Groß-Lichterfelde (Potsdamer Bahn))역으로 개칭되었고, 그 2년 후에는 그로스리히터펠데 B. M.(Groß-Lichterfelde B. M.)역으로 개칭되었다. B. M. 부분은 이 역이 위치한 철도 노선의 시점과 종점인 베를린과 마그데부르크에서 따 왔다. 같은 리히터펠데에 있는 베를린-할레선의 그로스리히터펠데역은 이 역과의 구분을 위해서 그로스리히터펠데 B. H.역(현재의 리히터펠데 오스트역)으로 개칭되었다.
1891년 신 반제선 개통 준비 과정에서 그로스리히터펠데 B. M.역에 여러 공사가 진행되었다. 반제선의 근교선 열차선은 베를린-마그데부르크선과 독립된 복선으로 조정되었다. 철도 노반도 제방화되었고, 이 과정에서 건설된 섬식 승강장은 현재에도 사용 중이다. 이 과정에서 추가 인상선도 건설되었다. 1891년 10월 1일 신 반제선 개통과 함께 역 개축 공사도 완료되었다. 1899년 1월 1일에는 리히터펠데에 있는 철도역 세 곳이 지구 내의 상대적인 위치에 따라서 개칭되었고, 이 역은 그로스리히터펠데 베스트(Groß-Lichterfelde West)역으로 개칭되었다.
1900년부터 1902년까지는 직류 750 V 전철화가 시험적으로 진행되었다. 여기에서 얻은 경험은 1903년 안할트 근교선 전철화 당시에 사용되었다.
1904년에는 사유 철도인 첼렌도르프 철도가 설립되었고, 리히터펠데 베스트역에서 남쪽으로 분기하여 쇠노(Schönow) 일대의 공업 지대를 연결했다.

### 전간기
1920년 대베를린 시행 이후 그로스리히터펠데가 베를린으로 편입되면서 리히터펠데로 개칭되었고, 1925년에 역 이름도 똑같이 개칭되었다.
1933년 5월 15일부터 베를린 S반의 전동차가 운행하기 시작했다. 당시 사용된 차량은 ET 165형(도심선형) 외에도 ET 165.8 반제선형 차량도 있었다. ET 165형과의 차이를 나타내기 위해서 .8이 추가되었다.
제2차 세계 대전 당시 1944년 4월 30일에 연합군에 의한 베를린 폭격으로 역이 파괴되었다. 역 남서쪽의 선로는 완전히 파괴되었고, 첼렌도르프-리히터펠데 베스트 구간은 대체 수송이 진행되었다. 1945년 4월 말에는 나머지 구간의 운행이 완전히 중단되었다.

### 제2차 세계 대전 이후

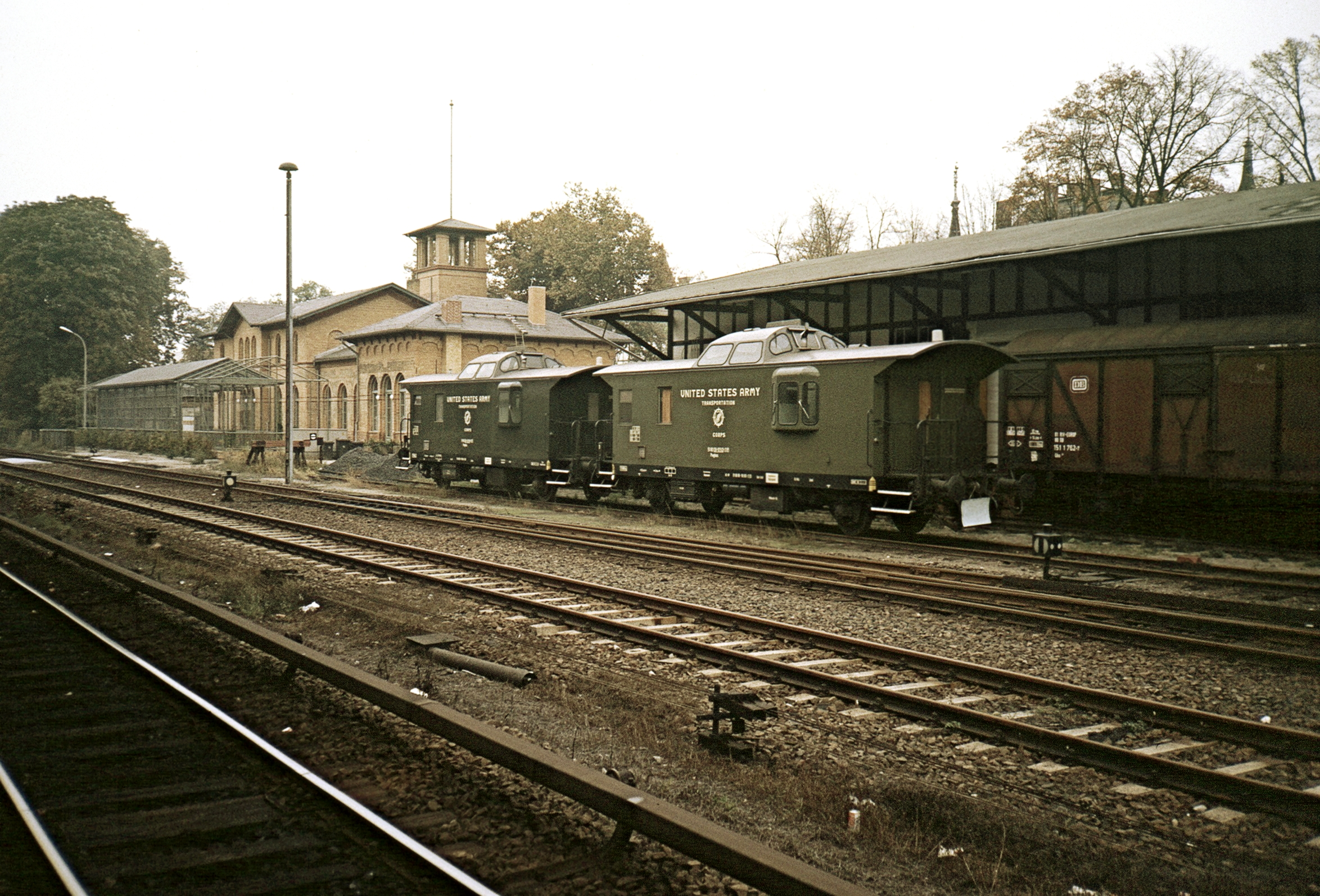
미군 소속 차장차, 1986년

1945년 6월 6일에 S반 운행이 복원되었다. 베를린이 4개국에 분할 점령되면서 이 역 일대는 미군의 관할이 되었고, 미군용 화물역이 설치되었다. 군용 화물뿐만 아니라 병력을 수송하는 열차도 헬름슈테트/마리엔보른 국경을 경유하여 서독으로 운행했다. 1993년 미군 철군 이전까지 군용 열차가 운행했다.
동독의 독일국영철도에서 S반을 운영했기 때문에 서베를린의 S반 이용객 수는 계속 감소했고, 1980년 서베를린 S반 파업으로 인하여 노선 운행이 중단되었다. 1984년 1월 9일 서베를린 BVG에 영업권을 양도한 이후 반제선 복원 공사가 진행되었으며, 1985년 2월 1일에 열차 운행이 재개되었다. 이 과정에서 1965년에 화재로 손상된 역사의 일부분이 복원되었다.

## 인접 철도역
베를린 버스 101, 188, M11, M48, N88번과 환승할 수 있다.
| 베를린 S반                          | 베를린 S반 | 베를린 S반                    |
| ----------------------------------- | ---------- | ----------------------------- |
| 보타니셔 가르텐 오라니엔부르크 방면 | S1         | 준트가우어 슈트라세 반제 방면 |

## 참고 문헌
- Harald Hensel, Christiane Kundt: Lichterfelder Bahnhofsgeschichte(n); 140 Jahre Bahnhof Berlin-Lichterfelde West, Förderverein Bürgertreffpunkt Bahnhof Lichterfelde West e. V., Berlin, 2012